# دیوید گاسکوین
دیوید گاسکوین (انگلیسی: David Gascoyne؛ ۱۰ اکتبر ۱۹۱۶ – ۲۵ نوامبر ۲۰۰۱) یک شاعر، و نویسنده سورئالیست اهل بریتانیا بود.